# Västerländska musikinstrument
Västerländska musikinstrument är ett i Sverige och andra europeiska länder inte så ofta använt uttryck som avser musikinstrument som spelats i västvärlden sedan lång tid tillbaka vare sig de ursprungligen stammar från det västerländska området eller inte, och modernare musikinstrument som utvecklats ur dessa. Uttrycket är vanligare i andra delar av världen där det används för att kontrastera relativt sent importerade instrument från lokalt traditionella.